# Estação Independencia (Metrô de Los Teques)
A Estação Independencia é uma das estações do Metrô de Los Teques, situada no município de Guaicaipuro, seguida da Estação Guaicaipuro. Administrada pela C. A. Metro Los Teques, é uma das estações terminais da Linha 2.
Foi inaugurada em 1º de dezembro de 2013. Localiza-se no cruzamento da Avenida Independencia com a Rua 28 de Octubre.